# منطقة العاصمة سراييفو
منطقة العاصمة سراييفو هي أكبر تجمع في البوسنة والهرسك، وتُمثل العاصمة سراييفو ونواحيها. يُقدر عدد سُكان المنطقة بحوالي 555.210 نسمة.
تتألف منطقة العاصمة سراييفو من كانتون سراييفو الذي يبلغ عدد سكانه 413.593 نسمة، ومن منطقة إستوشنو سراييفو التي يبلغ تعداد سُكانها 61.516 نسمة، وبلديات بريزا وكيسيلياك [الإنجليزية] وكريشيفو [الإنجليزية] وفيسوكو. تُعد منطقة العاصمة سراييفو أقوى منطقة اقتصادية في البوسنة والهرسك، حيث تُوفر الأنشطة الاقتصادية فيها ما يُقارب 45٪ من الناتج المحلي الإجمالي للبلاد.